# Roverway
Roverway är ett återkommande internationellt scoutläger för scouter i åldrarna 16-22 år. Deltagarna kommer främst från Europa, men ibland kommer det även gäster från andra världsdelar. Lägret består av två delar. Under den första delen är deltagarna uppdelade i grupper om kanske 50 personer. Den första delen är ett projekt, utmaning eller hajk som genomförs med folk från 4-5 olika länder, i olika delar av landet. Den andra delen utspelar sig på en fast lägerplats, där alla deltagare samlas.
| Nummer | År   | Land          | Datum               | Slogan                | #deltagande nationer | #deltagare | Hemsida         |
| ------ | ---- | ------------- | ------------------- | --------------------- | -------------------- | ---------- | --------------- |
| 1      | 2003 | Portugal      | 31 juli-11 augusti  | People in motion      | ca 30                | ca 2400    |                 |
| 2      | 2006 | Italien       | 6-14 augusti        | Dare to share         | ca 30                | ca 4200    |                 |
| 3      | 2009 | Island        | 20-28 juli          | Open up               | 44                   | 3200       | Archive         |
| 4      | 2012 | Finland       | 20-28 juli          | See feel follow       | 43                   | 3500       | Archive Current |
| 5      | 2016 | Frankrike     | 3-14 augusti        | On the road(?)        | ?                    | ca 5000    | Archive         |
| 6      | 2018 | Nederländerna | 23 juli - 2 augusti | Opposites attract     | 20+                  | 3000       | Archive Current |
| 7      | 2024 | Norge         | 22 juli - 1 augusti | North of the Ordinary | 120                  | ca 6000    | Current         |